# Eine Frau steht ihren Mann (1988)
Eine Frau steht ihren Mann (im Original: Switching Channels) ist eine US-amerikanische romantische Komödie unter der Regie von Ted Kotcheff aus dem Jahr 1988. In den Hauptrollen sind Burt Reynolds, Kathleen Turner und Christopher Reeve zu sehen. Es ist eine teilweise freie Adaption des 1928 uraufgeführten Theaterstücks The Front Page von Ben Hecht und Charles MacArthur, das bereits zuvor mehrfach verfilmt wurde.

## Handlung
Als John L. Sullivan IV, Chefredakteur eines Nachrichtensenders, erfährt, dass seine Exfrau und beste Reporterin Christy Colleran ihren Job zugunsten einer Ehe mit dem Multimillionär Blaine Bingham an den Haken hängen möchte, will er dies verhindern. 
So setzt „Sully“ Colleran auf eine letzte Story an: Die Berichterstattung über die bevorstehende Hinrichtung des Gefangenen Ike Roscoe. Dieser hatte im Affekt einen dealenden Cop erschossen und ist zum Spielball der Politik, allen voran des Schwergewichts Roy Ridnitz geworden. Roscoe wittert seine letzte Chance, als Colleran mit ihm ein Interview führen möchte und sich ihm so unverhofft eine Fluchtmöglichkeit bietet.

## Variation vonThe Front Page
Das Grundgerüst der Handlung geht auf das Theaterstück The Front Page von von Ben Hecht und Charles MacArthur zurück, das 1928 erstmals aufgeführt wurde und 1931 zum ersten Mal unter dem gleichen Namen verfilmt wurde. Es folgten weitere Adaptionen, so beispielsweise 1974 als Extrablatt mit Jack Lemmon und Walter Matthau unter der Regie von Billy Wilder. Im Theaterstück und den Verfilmungen von 1931 und 1974 sind die Hauptfiguren beide Männer und kein Liebespaar. Eine Frau steht ihren Mann orientiert sich in dem Einbau einer Liebesgeschichte vor allem an Howard Hawks’ Filmversion Sein Mädchen für besondere Fälle mit Cary Grant und Rosalind Russell aus dem Jahr 1940, wo die beiden Hauptfiguren ein geschiedenes Ehepaar sind, die zum Schluss auch wieder zusammenkommen. Dabei ist Eine Frau steht ihren Mann gegenüber der Vorlag aus den 1920er-Jahren an vielen Stellen modernisiert, so spielt diese Verfilmung beim Fernsehen statt bei der Zeitung, und auch die meisten Dialoge wurden nicht übernommen.

## Rezeption
Der Film war kein großer finanzieller Erfolg. Er spielte an den Kinokassen der USA gut neun Millionen US-Dollar ein.

## Kritik
„Mäßige Unterhaltung, die sich an den klassischen Vorbildern kaum messen kann, auch wenn die Story zeitgemäß ins Fernsehmilieu versetzt wurde.“

„Jetzt hat sich Ted Kotcheff ... des reizvollen Stoffs angenommen. Mit einer glänzenden Kathleen Turner in der Hauptrolle und ausgezeichneten Schauspielern noch in den kleinsten, durchgängig typengerecht besetzten Rollen. Nur Burt Reynolds wirkt in seiner einfältigen Spielweise etwas deplaziert ...“

## Veröffentlichungen
Der Film ist in Deutschland im Juli 2004 als DVD-Premiere sowie erneut 2008 unter dem Titel Eine Frau steht ihren Mann erschienen. Zudem gab es deutschsprachige DVD-Veröffentlichungen des Films unter dem Originaltitel Switching Channels sowie Switch – Eine Frau räumt auf und The Order – Der letzte Auftrag. In den USA ist der Film bis dato (Stand: März 2009) nicht auf DVD erschienen.

## Bemerkungen
- Der Film wurde zu weiten Teilen in Kanada gedreht. So sind zahlreiche prominente Fernsehgesichter dieser Zeit in Nebenrollen zu sehen.
- Michael Caine war ursprünglich für die Rolle des Sully vorgesehen, war jedoch in anderen Projekten zu sehr eingebunden.